# Clara de Luxemburgo
La princesa Clara de Luxemburgo (nacida como Claire Margareta Lademacher; 21 de marzo de 1985, Filderstadt, Baden-Wurtemberg, Alemania) es princesa de Luxemburgo por su matrimonio con el príncipe Félix de Luxemburgo, segundo hijo de los grandes duques Enrique y María Teresa de Luxemburgo.

## Biografía

### Nacimiento
Clara nació el 21 de marzo de 1985 en Fildrstadt, Alemania. Es la segunda hija de Hartmut Lademacher, y de su esposa, Gabriele Schneider. Tiene un hermano mayor Félix Lademacher.
Su padre es el fundador de LHS Telekommunikation y propietario de varios castillos en Georgia y Saint-Tropez.

### Infancia y juventud
Clara y su hermano crecieron en Usingen, Alemania. A la edad de 11 años, su familia se trasladó a Atlanta, Georgia, donde ella estudió en la Escuela Internacional de Atlanta. 
La familia regresó a Alemania en 1999 y desde entonces Clara estudió en la Escuela Internacional de Frankfurt hasta que se inscribió en el Colegio Internado Internacional Alpin Beau Soleil, en Villars-sur-Ollon, Suiza, donde conoció al príncipe Félix.

### Estudios y trabajo
En el año 2003 comenzó sus estudios universitarios en la Universidad Americana de París, donde se licenció en 2007 en Comunicación Internacional. Más tarde, realizó un máster en bioética en el Pontificio Ateneo Regina Apostolorum de Roma, Italia, donde volvió a coincidir con el Príncipe Félix. Actualmente, la princesa está trabajando en su doctorado sobre aspectos éticos del consentimiento para la donación de órganos. Como parte de su trabajo de investigación, asistió al Instituto de Ética Kennedy de la Universidad de Washington como investigadora invitada.
La princesa trabajó en el negocio editorial para la empresa Condé Nast Publications en Nueva York y Múnich, y también para la compañía IMG World en Berlín.
La princesa habla con fluidez alemán, que es su lengua materna, además del inglés, francés e italiano.

## Matrimonio y descendencia

### Compromiso
Clara conoció al príncipe Félix mientras ambos estudiaban en el internado Beau Soleil, Suiza. Más tarde, ambos volvieron a coincidir estudiando bioetica en el Pontificio Ateneo Regina Apostolorum de Roma.
El 13 de diciembre de 2012, la Casa Gran Ducal de Luxemburgo anunció el compromiso matrimonial entre Claire Lademacher y el príncipe Félix en una rueda de prensa.

### Boda
El 17 de septiembre de 2013 tuvo lugar el enlace civil de la pareja en Rothschild Kempinsky, en Königstein im Taunus, en Alemania. La ceremonia, a la que solamente asistieron familiares, fue oficiada por el alcalde de dicha localidad. La princesa Alejandra actuó como testigo de la Claire, tanto en la ceremonia civil como en la religiosa.
El 21 de septiembre de 2013, se celebró el enlace religioso en la basílica de Santa María Magdalena de Saint-Maximin-la-Sainte-Baume, en Francia. La ceremonia, a la que asistieron 370 invitados, fue oficiada por el arzobispo de Luxemburgo, monseñor Jean-Claude Hollerech, y se alternaron los idiomas francés y alemán. Claire lució un vestido del diseñador libanés Elie Saab y una tiara de diamantes cedida por su suegra, la gran duquesa María-Teresa.
Después de su boda, el matrimonio se instaló en el Château les Crostes, propiedad de la familia de Clara, en Lorgues, al sur de Francia. Allí, la pareja regenta una bodega que pertenece a la familia de la princesa. Actualmente, la familia reside en Ginebra, Suiza.

### Hijos
El 14 de enero de 2014 la casa gran ducal luxemburguesa anunció, mediante una nota oficial, que los príncipes Félix y Clara estaban esperando su primer hijo. El 15 de junio de 2014, la princesa dio a luz a la primera hija de la pareja en el Hospital Gran Duquesa Carlota de Luxemburgo. La princesa Amalia recibió el título de Princesa de Nassau y el tratamiento de Alteza Real.
En julio de 2016, se anunció que la princesa Clara estaba embarazada por segunda vez. El segundo hijo del matrimonio, el príncipe Liam; nació en el Beaulieu General Clinic de Ginebra, Suiza, el 28 de noviembre de 2016. Recibió el título de Príncipe de Nassau y el tratamiento de Alteza Real.
- Amalia Gabriela María Teresa de Nassau, nacida el 15 de junio de 2014.
- Liam Enrique Hartmut de Nassau, nacido el 28 de noviembre de 2016.
- Baltasar Félix Carlos de Nassau, nacido el 7 de enero de 2024.[15]

## Princesa de Luxemburgo
Desde su boda con el príncipe Félix, Clara asiste, en representación del Gran Duque, a distintos actos celebrados en el país. Es habitual que participe en la celebración del Día Nacional de Luxemburgo junto al resto de su familia política.
Su primer patrocinio como princesa fue con la Asociación de Trasplantes de Luxemburgo. Clara ha asistido a diversos actos promovidos por dicha organización desde que forma parte de la familia real.
Junto al príncipe Félix, también ha mostrado su apoyo a la Asociación francesa Le Sourire de Lucie, que lucha por la investigación de enfermedades raras. La princesa también ha participado en proyectos humanitarios en Tirupur, India.
Desde febrero de 2018, Clara es profesora visitante de la facultad de bioética del Pontificio Ateneo Regina Apostolorum de Roma.

## Títulos y tratamientos
| ● 17 de septiembre de 2013-presente: | Su alteza real la princesa Clara de Luxemburgo         |
| ● 21 de septiembre de 2013-presente: | Su alteza real la princesa de Nassau y de Borbón-Parma |

## Distinciones honoríficas

### Distinciones honoríficas luxemburguesas
- Dama Gran Cruz de la Orden de Adolfo de Nassau.[1][19]